# Mokonzo
Mokonzo est un prénom ou postnom bangala donné au deuxième enfant d’une famille.